# USS Halsey (DDG-97)
El USS Halsey (DDG-97), bautizado en honor al almirante William F. Halsey, es un destructor de la clase Arleigh Burke en servicio con la Armada de los Estados Unidos. Fue puesto en gradas en 2003, botado en 2004 y asignado en 2005.

## Construcción
A cargo de Ingalls Shipbuilding, fue iniciado el 17 de enero de 2003, botado el 17 de enero de 2004 y asignado el 30 de julio de 2005. Su nombre USS Halsey honra al almirante William F. Halsey, comandante durante la Segunda Guerra Mundial.

## Historial de servicio

El USS Halsey (DDG-97) en el año 2013.

Su actual apostadero es la Joint Base Pearl Harbor-Hickam, Hawái.